# 昂加语
昂加语（Angika，अंगिका），是一种使用于印度和尼泊尔的印欧语系语言。该语言古代以鸯伽文和凯提文书写，现代则主要以天城文书写。该语言系属印度-雅利安语支下的比哈尔语，与孟加拉语、阿萨姆语、奥里亚语、迈蒂利语和摩揭陀語等语言密切相关。不同来源对昂加语使用人数的数据差异很大。根据民族语的统计，昂加语有740900个母语者，但也有来源声称，昂加语有逾数千万使用者。
2018年开始，昂加语成为贾坎德邦官方语言之一。昂加语并不属于印度宪法第八号附表规定的官方语言，但昂加语运动主张将其纳入，此请求正在等待印度政府批准。

## 使用范围
昂加语使用者主要分布在印度比哈尔邦的蒙吉爾縣、巴加爾布爾縣、布爾尼亞縣以及贾坎德邦的桑塔尔帕尔加纳。印度西孟加拉邦、尼泊尔德赖平原地区也有分布。根据民族语的统计，740900个母语者中725000人位于印度，15900人位于尼泊尔。英国和美国的部分印度移民社区也使用这种语言。

## 与迈蒂利语的关系
1903年乔治·亚伯拉罕·格里尔逊出版《印度语言调查》一书，昂加语在书中获归类为迈蒂利语的一种方言。双方具有80%至87%的相似度。但昂加语母语者则多主张昂加语为一种独立语言。20世纪初，当迈蒂利语使用者要求将迈蒂利语作为中小学教学语言，而昂加语使用者反对这一提案，并主张以印地语作为中小学教学用语 。由于印度的行政区划划分以语言为主要参考，因而20世纪六七十年代，迈蒂利语使用者主张成立一个独立的迈蒂利邦，拟立的迈蒂利邦包括昂加语和巴吉卡语主要使用区。作为支持该邦成立的条件，昂加语和巴吉卡语使用者要求承认他们的语言。
迈锡利语的支持者认为，比哈尔邦政府将昂加语和巴吉卡语作为独立语言推广，是用以削弱迈锡利族群认同的行为，而他们中的许多人仍然认为昂卡语是迈锡利的方言。迈锡利婆罗门和卡兰卡雅斯塔支持迈锡利语运动，而来自迈蒂利地区的其他种姓的人群则把昂卡语和巴吉卡语作为他们的母语，并试图摆脱基于迈锡利语的地区认同。

## 与亲属语言词汇的比较
表中语言均以天城文书写。
| 昂加语 | 印地语 | 博杰普爾語 | 迈蒂利语 | 摩揭陀語 | 巴吉卡语 |
| ------ | ------ | ---------- | -------- | -------- | -------- |
| हम्मॆ    | मैं/हम   | हम         | हम       | हम       | हम       |
| आपनॆ    | आप     | रउआ        | अहाँ / अपने | अपने      | अपने      |
| हमरॊ    | मेरा/हमारा | हमार        | हम्मर     | हमर      | हम्मर     |

### 引用
1. 1 2  . （原始内容存档于2018-03-21）.
2. ↑  昂加语于《民族语》的链接（第18版，2015年）
3. 1 2  Sudhir Kumar Mishra. . The Telegraph. 2018-03-22. （原始内容存档于2018-03-22）.
4. ↑  Hammarström, Harald; Forkel, Robert; Haspelmath, Martin; Bank, Sebastian (编). . . Jena: Max Planck Institute for the Science of Human History. 2016.
5. ↑  UNESCO Atlas of the World's Languages in danger, UNESCO
6. ↑  .   [2018-11-14]. （原始内容存档于2019-07-14）.
7. ↑  . Times of India. 2002-04-12  [2010-07-30]. （原始内容存档于2012-11-03）.
8. ↑  . （原始内容存档于2012-08-26）.
9. ↑  . 印度联合新闻社. 2018-03-21. （原始内容存档于2018-03-24）.
10. ↑  . Ministry of Home Affairs. 2004-12-22  [2011-05-05]. （原始内容存档于2013-04-30）.
11. ↑  Colin P. Masica 1993，第12頁.
12. ↑  Sevanti Ninan. . SAGE Publications. 2007: 61. ISBN 978-0-7619-3580-3. （原始内容存档于2018-05-11）.
13. ↑  . dsal.uchicago.edu. （原始内容存档于2014-09-03）.
14. 1 2  Mithilesh Kumar Jha 2017，第163頁.
15. ↑  Kathleen Kuiper 2010，第57頁.
16. ↑  Manish Kumar Thakur 2002，第208頁.